# Bishnu Charan Ghosh
Bishnu Charan Ghosh (* 24. Juni 1903 in Lahore; † 9. Juli 1970) war ein bengalischer Bodybuilder und Hathayogi. Sein Bruder ist der Yogi Paramahansa Yogananda, welcher durch seine  Autobiographie weltbekannt wurde.

## Leben
Bishnu Charan Ghosh war der jüngste Sohn von Bhagabati Charan Ghosh (1853–1942) und Bruder von Mukunda Lal Ghosh, welcher unter dem spirituellen Namen Paramahansa Yogananda weltweite Berühmtheit erlangte.
Bishnu wurde von seinem Bruder Yogananda in den Yoga  eingeführt. Mit zwanzig Jahren eröffnete er in Kalkutta das College of Physical Education, das heute unter dem Namen Ghosh Yoga College von seiner Enkelin Muktamala Ghosh geführt wird.
1930 veröffentlichte Bishnu Charan Ghosh sein Buch Muscle Control, das stark an das gleichnamige englische Buch (1913) des deutschen Bodybuilders Max Sick (Maxick: 1882–1961) angelehnt ist.
1939 ging er in die USA und unterrichtete an der Columbia University in New York. 1968 hielt er während einer Japanreise mehrere Vorträge.

## Philosophie
Das Muskeltraining von Bishnu Charan Ghosh war stark beeinflusst von Yoganandas Methode Yogoda, die dieser 1925 in einem Buch vorstellte, sowie dem Maxalding von Max Sick. Diese "Methoden durch Willenskraft" (Body Perfection by Will) verzichtet auf das Benutzen von Gewichten und speziellen Apparaten zum Muskelaufbau. Hinzu kam das Einflechten von altüberlieferten Asanas aus dem Hatha Yoga.
Nach Mark Singleton trug die Methode von Bishnu Charan Ghosh maßgeblich zur Ausbildung des heutigen im Westen praktizierten Hatha Yogas bei. Möglicherweise trug B.C. Ghosh auch zur Ausbildung der  Rishikesh-Reihe bei, die Teil vom Sivananda Yoga ist.

## Schüler
- Bikram Choudhury, Begründer des Bikram-Yoga, der, nachdem er in den USA seine Asana-Abfolge patentieren ließ, stark kritisiert wurde.
- Monotosh Roy  (1917–2005) gewann als erster indischer Bodybuilder den Mister-Universum-Titel.

## Werke
- B.C. Gosch, K.C. Sen Gupta: Muscle Controll and Barbell Exercise. College of Physical Education, Kalkutta 1930.

## Einzelbelege
1. ↑  Maxick: Muscle Controll; or, Body Development by Will-power. London 1913.
2. ↑  Paramahansa Yogananda: General Principles and Merits of Yogoda or Tissue-Will System of Body and Mind Perfection, Originated and Taught by Swami Yogananda. Los Angeles 1925.
3. ↑  Mark Singleton: Yoga Body. The origins of modern posture practice. Oxford University Press, 2010, ISBN 978-0-19-539535-8, S. 132–135.
4. ↑  Mark Singleton: Yoga Body. The origins of modern posture practice. Oxford University Press, 2010, ISBN 978-0-19-539535-8, S. 135.